# Herbert Hermes
Herbert Hermes OSB (ur. 25 maja 1933 w Shallow Water, zm. 3 stycznia 2018 w Palmas) – amerykański duchowny katolicki posługujący w Brazylii, prałat terytorialny Cristalândia w latach 1990–2009.

## Życiorys
Święcenia kapłańskie otrzymał 26 maja 1960.
20 czerwca 1990 papież Jan Paweł II mianował go prałatem terytorialnym Cristalândia. 2 września tego samego roku z rąk biskupa Mathiasa Schmidta przyjął sakrę biskupią. 25 lutego 2009, ze względu na wiek, złożył rezygnację z zajmowanej funkcji na ręce papieża Benedykta XVI.
Zmarł 3 stycznia 2018.